# Бен сир Уст
Бен сир Уст (фр. Bains-sur-Oust) насеље је и општина у северозападној Француској у региону Бретања, у департману Ил и Вилен која припада префектури Редон.
По подацима из 2011. године у општини је живело 3.410 становника, а густина насељености је износила 76,41 становника/km². Општина се простире на површини од 44,63 km². Налази се на средњој надморској висини од 60 метара (максималној 89 m, а минималној 0 m).

## Демографија
| 1962. | 1968. | 1975. | 1982. | 1990. | 1999. | 2011. |
| ----- | ----- | ----- | ----- | ----- | ----- | ----- |
| 2.081 | 2.100 | 2.400 | 2.610 | 2.815 | 3.021 | 3.410 |

График промене броја становника у току последњих година